# Adelphomyia punctum
Adelphomyia punctum là một loài ruồi trong họ Limoniidae. Chúng phân bố ở miền Cổ bắc.